# Pericú

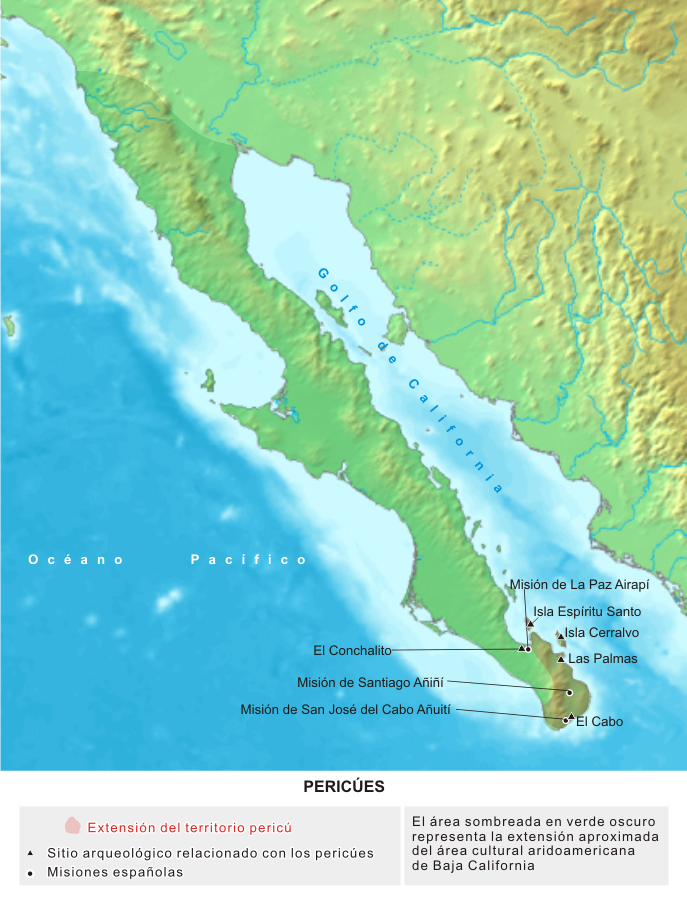
Mapa del territori pericú

El pericú és una llengua extingida i pràcticament no documentada de la punta meridional de la Baixa Califòrnia parlada pels pericús. Els missioners jesuïtes la van reconèixer com a diferent de la immedidatament septentrional guaicura. Es parlava a la zona muntanyosa al voltant de la missió de San José del Cabo, a la costa sud-est de Santiago a La Paz, i a les illes enfront de la costa est tan al nord com Isla San José.
Les dades són molt limitades a només quatre paraules i deu noms de lloc.

## Classificació
Massey (1949) va suggerir una connexió amb el guaicura. No obstant això, amb el benefici de diverses dècades d'investigació posterior, Laylander (1997) i Zamponi (2004) arribaren a la conclusió que ambdues llengües no estaven relacionades. Eren racialment diferents del guaicures i d'altres nadius americans, pel que seria coherent que el seu llenguatge fos una llengua aïllada.

## Els topònims
Els topònims contrastats són:
- Aiñiní: localització de la Missió de Santiago de los Coras
- Anicá: un assentament pericú
- Añuití: localització de la Missió San José del Cabo (vora San José del Cabo)
- Caduaño: localització de l'actual ciutat de Los Cabos; vol dir rierol verd
- Calluco
- Cunimniici: una muntanya
- Eguí
- Marinó: les Muntanyes Santa Ana
- Purum: un grup de muntanyes i un assentament pericú
- Yeneca: assentament pericú
- Yenecamú: Cabo San Lucas